# Mihael Žaper
Mihael Žaper, né le 11 août 1998 à Osijek en Croatie, est un footballeur croate qui évolue au poste de milieu défensif au Hajduk Split.

## Biographie

### En club

#### NK Osijek
Né à Osijek en Croatie, Mihael Žaper est formé par le club de sa ville natale, le NK Osijek. Il joue son premier match en professionnel le 13 mai 2016, à l'occasion d'une rencontre de championnat face à l'Inter Zaprešić. Ce jour-là il entre en jeu et marque également son premier but en professionnel, mais son équipe s'incline par quatre buts à deux. Il faut cependant attendre le 3 avril 2019 pour le revoir avec l'équipe première, et c'est encore une fois face à l'Inter Zaprešić. Ce jour-là, Žaper marque à nouveau, et son équipe s'impose (1-3).
Il joue son premier match de coupe d'Europe le 25 juillet 2019, lors d'une rencontre qualificative pour la Ligue Europa 2019-2020 face au CSKA Sofia. Il est titularisé et son équipe est battue (1-0 score final).
Žaper s'impose comme un pilier de l'équipe du NK Osijek, où il devient vice-capitaine, prenant parfois le brassard depuis l'année 2021.

### En sélection
Mihael Žaper reçoit sa première sélection avec l'équipe de Croatie espoirs le 5 septembre 2019, face aux Émirats arabes unis. Une rencontre que la Croatie remporte par trois buts à zéro.  Il est retenu avec cette sélection pour disputer le championnat d'Europe espoirs en 2021. Il joue trois matchs durant ce tournoi, uniquement des entrées en jeu. Son équipe est battue par l'Espagne en quarts de finale après prolongations (2-1 score final).